# Parlamentswahl in Gibraltar 2019
- GSLP: 7
- LPG: 3
- TG: 1
- GSD: 6

Die Wahl zum Parlament von Gibraltar fand am 17. Oktober 2019 statt.
Sie wurde von der GSLP–Liberal Alliance gewonnen, einer Allianz zwischen Gibraltar Socialist Labour Party (GSLP) und Liberal Party of Gibraltar (LPG), die 52,50 % der Stimmen und 10 der 17 verfügbaren Sitze übernahm und damit zum dritten Mal in Folge den Sieg davontrug.

## Parteivorsitzende der antretenden Parteien
| Partei:                          |               |                            |                      |
| Gibraltar Socialist Labour Party | Liberal Party | Gibraltar Social Democrats | Together Gibraltar   |
| Parteiführer/in:                 |               |                            |                      |
|                                  |               |                            |                      |
| Fabian Picardo                   | Joseph Garcia | Keith Azopardi             | Marlene Hassan Nahon |
| Politische Ausrichtung:          |               |                            |                      |
| sozialdemokratisch               | liberal       | konservativ                | sozialliberal        |

## Wahlergebnis
| Parlamentswahl von Gibraltar 2019                                                                        | Parlamentswahl von Gibraltar 2019               | Parlamentswahl von Gibraltar 2019               | Parlamentswahl von Gibraltar 2019               | Parlamentswahl von Gibraltar 2019 | Parlamentswahl von Gibraltar 2019 | Parlamentswahl von Gibraltar 2019 | Parlamentswahl von Gibraltar 2019 | Parlamentswahl von Gibraltar 2019 | Parlamentswahl von Gibraltar 2019 |
| Partei                                                                                                   | Partei                                          | Partei                                          | Partei                                          | Stimmen                           | %                                 | ±                                 | Sitze                             | %                                 | ±                                 |
| --- | ----------------------------------------------- | ----------------------------------------------- | ----------------------------------------------- | --------------------------------- | --------------------------------- | --------------------------------- | --------------------------------- | --------------------------------- | --------------------------------- |
| | Alliance                                        |                                                 | Gibraltar Socialist Labour Party                | 58.576                            | 37,00 %                           | ▼10,83 %                          | 7                                 | 41,18 %                           | ▬                                 |
| | Alliance                                        | Liberal Party                                   | 24.546                                          | 15,50 %                           | ▼5,11 %                           | 3                                 | 17,65 %                           | ▬                                 |                                   |
| | Alliance                                        | Alliance Gesamt                                 | 83.122                                          | 52,50 %                           | ▼15,94 %                          | 10                                | 58,83 %                           | ▬                                 |                                   |
| | Gibraltar Social Democrats                      | Gibraltar Social Democrats                      | Gibraltar Social Democrats                      | 40.453                            | 25,55 %                           | ▼6,01 %                           | 6                                 | 35,29 %                           | ▼1                                |
| | Together Gibraltar                              | Together Gibraltar                              | Together Gibraltar                              | 32.455                            | 20,50 %                           | Neu                               | 1                                 | 5,88 %                            | Neu                               |
| | Unabhängige                                     | Unabhängige                                     | Unabhängige                                     | 2.298                             | 1,45 %                            | Neu                               | 0                                 | 0,00 %                            | Neu                               |
| Gesamt                                                                                                   | Gesamt                                          | Gesamt                                          | Gesamt                                          | 158.328                           | 100,00 %                          |                                   | 17                                | 100,00 %                          | ▬                                 |
| |                                                 |                                                 |                                                 |                                   |                                   |                                   |                                   |                                   |                                   |
| Gültige Stimmen                                                                                          | Gültige Stimmen                                 | Gültige Stimmen                                 | Gültige Stimmen                                 | 16.767                            | 97,85 %                           |                                   |                                   |                                   |                                   |
| Ungültige Stimmen                                                                                        | Ungültige Stimmen                               | Ungültige Stimmen                               | Ungültige Stimmen                               | 368                               | 2,15 %                            |                                   |                                   |                                   |                                   |
| Abgegebene Stimmen                                                                                       | Abgegebene Stimmen                              | Abgegebene Stimmen                              | Abgegebene Stimmen                              | 17.135                            | 100,00 %                          |                                   |                                   |                                   |                                   |
| Anzahl der Wahlberechtigten und Wahlbeteiligung                                                          | Anzahl der Wahlberechtigten und Wahlbeteiligung | Anzahl der Wahlberechtigten und Wahlbeteiligung | Anzahl der Wahlberechtigten und Wahlbeteiligung | 24.189                            | 70,84 %                           |                                   |                                   |                                   |                                   |
| Quelle: parliament.gi (PDF), parliament.gi: Parteienergebnis, chronicle.gi: Gibraltar heads to the polls |                                                 |                                                 |                                                 |                                   |                                   |                                   |                                   |                                   |                                   |

### Gewählte Abgeordnete
Alliance:
Gibraltar Socialist Labour Party:
- Fabian Picardo (9.961)
- John Cortes (9.003)
- Albert Isola (8.502)
- Joseph Bossano (8.374)
- Gilbert Licudi (8.293)
- Paul Balban (7.251)
- Samantha Sacramento (7.192)

Liberal Party:
- Joseph Garcia (9.672)
- Steven Linares (7.718)
- Vijay Daryanani (7.156)

Gibraltar Social Democrats:
- Damon Bossino (4.868)
- Daniel Feetham (4.842)
- Keith Azopardi (4.711)
- Roy Clinton (4.342)
- Elliott Phillips (4165)
- Edwin Reyes (3.840)

Together Gibraltar:
- Marlene Hassan Nahon (5.639)